# André Kim Taegon
Pour les articles homonymes, voir Saint André et Kim.
Saint André Kim Taegon, né en 1821 à Dangjin dans le Chungcheong et mort exécuté à Séoul en 1846, est un prêtre catholique coréen. Premier coréen à être ordonné prêtre, il est mort pour la foi durant les années de persécutions du XIXe siècle qui frappèrent les catholiques de son pays (de 1839 à 1867).
Andre Kim est canonisé le 6 mai 1984, en compagnie d'un large groupe de 103 catholiques, prêtres et laïcs (parmi lesquels son père), français et coréens. La cérémonie a lieu à Séoul même, lors de la visite pastorale de Jean-Paul II en Corée. Avec les autres martyrs coréens de la même époque il est liturgiquement commémoré le 16 septembre seul et le 20 septembre avec ses compagnons martyrs.

## Biographie
Kim Taegon (ou Tae-gon) est d'une famille noble de yangban ; son père Ignace Kim Che-jun (saint Ignace Kim) et sa mère se sont convertis au christianisme.
Kim Taegon a été baptisé à 15 ans par le père Pierre Maubant, membre des Missions étrangères de Paris et prend alors le nom d'André. Trois ans plus tard, en 1839, son père est martyrisé. Il sera canonisé en 1984, en même temps que son fils.
André Kim Taegon étudie ensuite au séminaire de Macao, alors comptoir colonial portugais en bordure de la Chine. Au bout de neuf ans, il y est ordonné prêtre (1845) par l'évêque français Jean Joseph Ferréol.
Malgré les dangers qu'il sait courir, André Kim rentre dans son pays pour y soutenir religieusement et pastoralement les catholiques fortement éprouvés par des années de persécution. Sous la dynastie Joseon, beaucoup d'entre eux perdent la vie en raison de leur foi chrétienne.
Comprenant bien la mentalité locale, il a un apostolat fructueux. En 1846, Mgr Ferréol lui demande de faire parvenir des lettres en Europe via l'évêque de Pékin. Mais lors de sa montée sur un bateau chinois, il est accidentellement découvert et arrêté. Interrogé par le mandarin, il est condamné à la prison. Étant de famille noble, le gouverneur lui demande de renoncer à son Dieu, mais lui refuse d'apostasier, malgré la torture.
Après avoir été torturé, il est décapité en 1846, à l'âge de 25 ans. Il est le mieux connu parmi le groupe des 103 Martyrs de Corée. Aussi ce groupe est-il généralement appelé « saint André Kim et ses compagnons », canonisés le 6 mai 1984 par le pape Jean-Paul II. Ils sont fêtés le 20 septembre.